# Victor Stepaniuc
Victor Stepaniuc (n. 13 iulie 1958, Costești, raionul Ialoveni) este un istoric și politician moldovean. A fost deputat în Parlamentul Republicii Moldova pe listele Partidului Comuniștilor între 1996-2008, apoi viceprim-ministru al Republicii Moldova din 16 ianuarie 2008 până în 2009.
Este cunoscut drept un adept al moldovenismului și al doctrinei socialiste.

## Biografie

### Educație, viață timpurie
Victor Stepaniuc s-a născut la data de 13 iulie 1958 în satul Costești (raionul Ialoveni). A absolvit Facultatea de Filologie și Istorie a Universității de Stat din Chișinău, devenind profesor de limbă și literatură rusă și de istorie. A urmat apoi cursuri postuniversitare juridice la Universitatea Liberă Internațională din Moldova. Ulterior, a obținut titlul științific de doctor în istorie. Teza sa „Evoluția statalității moldovenești în epoca contemporană” și monografia „Statalitatea poporului moldovenesc” au fost criticate de unii istorici unioniști din Republica Moldova și România.
În anul 1975, și-a început cariera didactică ca profesor de limbă și literatură rusă, precum și profesor de istorie la școala medie din satul Hansca (raionul Ialoveni). În perioada 1985-1996 a fost director al școlilor din satele Hansca și Costești (raionul Ialoveni).

### Politician comunist și apoi socialist
Victor Stepaniuc este un adept al ideii socialiste. A fost membru PCUS. În anul 1994, după desființarea și interzicerea Partidului Comunist din Moldova, Victor Stepaniuc împreună cu Valeriu Senic și Victor Morev ș.a. participă la alegerile parlamentare din 27 februarie 1994 pe listele Blocului Electoral Partidul Socialist și Mișcarea "Unitate-Edinstvo". Devine deputat abia peste 2 ani, în 1996. Între timp, revigorează împreună cu Vladimir Voronin, Ivan Calin și alte câteva persoane Partidul Comuniștilor, devine membru al Partidului Comuniștilor din Republica Moldova. Este ales în anul 1998 ca deputat al acestei formațiuni politice în Parlamentul Republicii Moldova, fiind reales în această demnitate la alegerile parlamentare din anii 2001, 2005, aprilie 2009, iulie 2009. În calitate de deputat, Stepaniuc a îndeplinit funcțiile de membru în Comisia juridică pentru numiri și imunități (1996-1998), președinte al Comisiei parlamentare pentru tineret, sport și turism (1998-2001), președinte al Comisiei pentru cultură, știință, educație, tineret, sport și mijloace de informare în masă (2005-2008), membru al Biroului Permanent (1998-2005), vicepreședinte (1998-2001) și președinte (2001-2005) al fracțiunii parlamentare a Partidului Comuniștilor.
La Plenara Comitetului Central al PCRM din anul 2001 a fost ales Secretar Executiv al Comitetului Central al PCRM, în anul 2005, Stepaniuc este ales secretar pe probleme de ideologie, membru al Comitetului Central și al Comitetului Executiv Politic al PCRM.
De asemenea, în perioada 24 ianuarie 2000 - 26 ianuarie 2001 a fost membru supleant în delegația Republicii Moldova la Adunarea Parlamentară a Consiliului Europei, apoi membru titular al APCE (23 aprilie 2001 - 28 iunie 2002).
La data de 16 ianuarie 2008, președintele Vladimir Voronin a semnat decretul privind numirea lui Victor Stepaniuc în funcția de viceprim-ministru în Guvernul Vasile Tarlev (2). El și-a păstrat funcția de ministru și în noul guvern format de Zinaida Greceanîi la data de 31 martie 2008.
Decizia Partidului Comuniștilor (PCRM), din 7 decembrie 2009, de a boicota alegerile prezidențiale a servit drept motiv pentru Victor Stepaniuc și alți deputați comuniști (Vladimir Țurcan, Ludmila Belcencova, Valentin Guznac și Svetlana Rusu) de a părăsi formațiunea. Toți cei cinci au ajuns în fruntea Partidului “Moldova Unită — Единая Молдова” (PMUEM) în care Victor Stepaniuc a deținut funcția de vicepreședinte până aproape de alegerile parlamentare din 28 noiembrie 2010, când el a decis să participe în calitate de candidat independent și respectiv să renunțe la calitatea de membru al PMUEM.
Pe 29 octombrie 2011, Victor Stepaniuc împreună cu Grigore Cușnir au pus bazele Partidului Popular Socialist din Moldova (PPSM), la congresul de constituire participând aproximativ 250 de delegați din 24 de raioane ale republicii.
În calitate de istoric, deputat și viceprim-ministru, a promovat ideea renunțării la istoria românilor ca obiect de studiu în școală și introducerea a noi manuale de istorie, care reflectau altfel istoria națională a Moldovei, prin scoaterea acesteia din contextul românesc și tratarea ei ca parte a lumii ruse. Concepția acestuia, bazată pe moldovenism, se referă la faptul că moldovenii având o statalitate de 650 ani, sunt o națiune diferită de români. Noi controverse au apărut și în urma elaborării unei teze de doctorat respinse de mediul academic și contestată de istorici, în care Victor Stepaniuc a urmărit să demonstreze că așa-zisul popor moldovenesc este lipsit de identitate românească, fiind din totdeauna multietnic.